# Stockwork

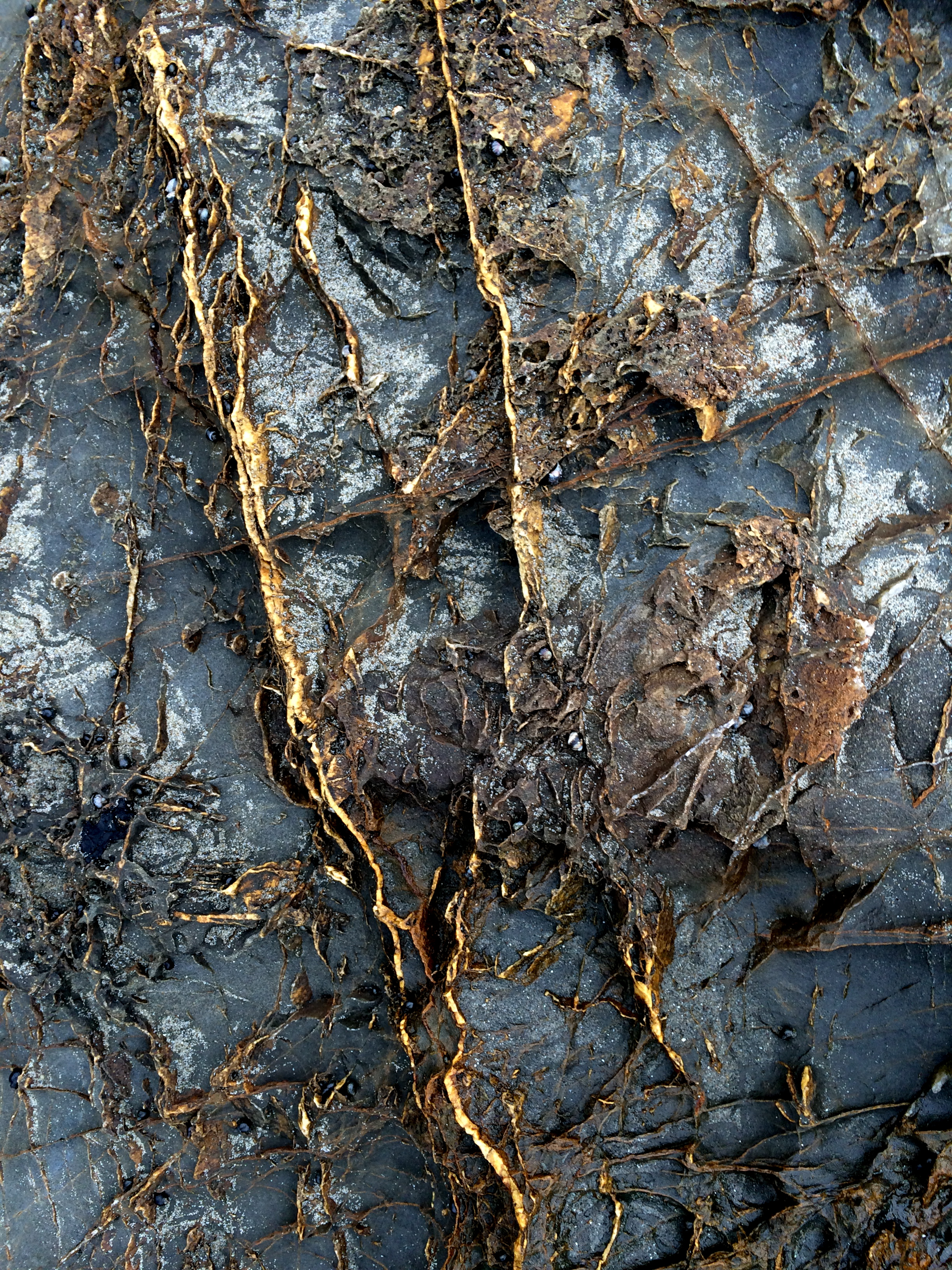
Estructura tipus stockwork amb vetes de quars.

El terme stockwork s'utilitza en geologia i, en concret en dipòsits minerals i mineralogia, per a referir-se a una estructura de múltiples vetes orientades aleatòriament, en diferents direccions, i per les quals s'ha estès la mineralització. A diferència de mineralitzacions que es troben en grans filons o vetes úniques o amb orientacions similars, la irregularitat dels dipòsits de tipus stockwork sovint obliga a explotar el jaciment de manera conjunta.